# Malabat
Malabat é uma comuna francesa na região administrativa de Occitânia, no departamento de Gers. Estende-se por uma área de 5,4 km². Em 2010 a comuna tinha 114 habitantes (densidade: 21,1 hab./km²).